# Llac Tarim
El Llac Tarim fou una regió històrica postglacial que antigament va cobrir una regió de més de 10.000 km², a la conca del Tarim a Xinjiang (Xina). Les seves restes són avui dia la regió de Lob Nor. Se n'ha atribuït la desaparició a l'activitat humana, en un desastre ambiental comparable a la regressió del mar d'Aral des de mitjans de la dècada del 1960.